# Vol Associated Aviation 361
Le 3 octobre 2013, le vol Associated Aviation 361, un vol charter régional exploité par la compagnie nigériane Associated Aviation, en partance pour Akure, s'est écrasé peu après son décollage de Lagos. L'appareil, un Embraer EMB 120 Brasilia, transportait le corps de l'ancien Gouverneur de l'État d'Ondo, M. Olusegun Agagu (en), pour son enterrement. Sur les 13 passagers et 7 membres d'équipage à bord, on compte 16 morts et 4 survivants grièvement blessés.

## Accident
L'avion transportait le corps de l'ancien gouverneur de l'État d'Ondo Olusegun Agagu (en) depuis Lagos jusqu'à Akure pour l'enterrement. Il a décollé de la piste 18L de l'Aéroport international Murtala-Muhammed vers 09h32. L'avion a ensuite eu du mal à prendre de l'altitude immédiatement après le décollage. Moins d'une minute après le décollage, l'avion a percuté le sol dans une assiette à piqué et avec une inclinaison de près de 90°. 
Selon le manifeste de vol, on comptait 13 passagers et 7 membres d'équipage; 4 passagers et 2 membres d'équipage ont survécu à l'accident, mais l'un des passagers est décédé plus tard à l'hôpital. Parmi les victimes figurent plusieurs membres de la famille d'Olusegun Agagu; ainsi que des fonctionnaires du gouvernement de l'état d'Ondo. La cérémonie d'inhumation élaborée, prévue pour Agagu, a été reportée suite de l'accident.

## Enquête
Le bureau nigérian d'enquête sur les accidents (en) (AIB), chargé d'enquêter sur les accidents aériens, a ouvert une enquête sur cet accident. Le 11 octobre 2013, l'AIB a publié un rapport préliminaire suggérant que les volets mal configurés pour le décollage auraient pu conduire à l'accident. Le rapport révèle également que le moteur n°1 semblait fonctionner normalement tandis que le moteur n°2 produisait une poussée inférieure à celle requise pour le décollage.
L'équipage a également reçu plusieurs alertes du système d'avertissement sonore de l'avion, notamment concernant la configuration des volets et la mise en drapeau automatique de l'hélice du moteur n°2, pendant le décollage, et n'a pas non plus fait les annonces « V1 » « VR » avant d'entamer le décollage.